# Michel Ferrier
Pour les articles homonymes, voir Ferrier (homonymie).
Michel Ferrier est un musicien et compositeur français du XVIe siècle, dont les œuvres ont été publiées à Lyon et Paris en 1559 et 1568.

## Biographie

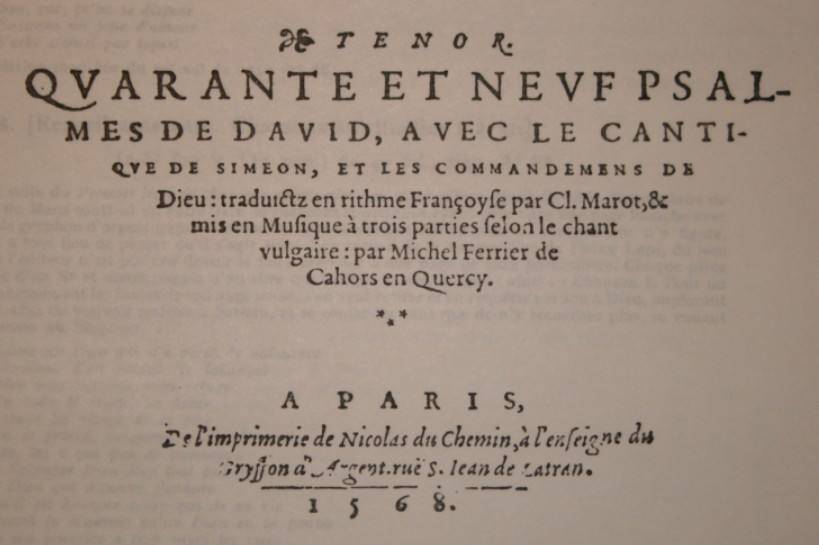
Page de titre des Quarante-neuf psalmes de Paris, 1568.

Il est né à Cahors, comme Clément Marot, sans qu’on puisse rien préciser d’autre sur sa vie ni sur sa carrière, qui prend probablement place dans le second tiers du XVIe siècle.

## Œuvres
- En 1559, il publie Quarante et neuf psalmes de David, avec le cantique de Simeon, et les Commandemens de Dieu : traduitz en rime françoise par C. Marot, et mis en musique à trois parties selon le chant vulgaire par Michel Ferrier de Cahors en Quercy. – Lyon : Robert Granjon, 1559. – 3 vol. 8° obl, musique, caractères de civilité. Den Haag KB : 1708 G 32 (partie de Tenor seule)[1].

Il s’agit d’une harmonisation à trois voix de tous les psaumes de Marot et de quelques pièces annexes. De cette édition comme de sa réédition on ne connaît que la partie de Tenor, qui contient les mélodies traditionnelles du Psautier de Genève ; il n’est donc pas possible de se faire une idée précise du style du musicien, hormis qu’il a utilisé un style imitatif (dit aussi « en forme de motet ») et non une simple harmonisation note contre note. Par ailleurs, la volonté de ne traiter que les psaumes de Marot alors que depuis 1551 plus de trente psaumes avaient déjà été traduits par Théodore de Bèze peut être interprétée comme une volonté de toucher un public plus large que les seuls Protestants, en misant sur la réputation des psaumes de Marot.
- Une réédition a été donnée en 1568 par Nicolas Du Chemin à Paris dont il ne reste là aussi que la partie de Tenor[2].